# Isaac Chansa
Isaac Chansa (Kitwe, Zambia, 23 de marzo de 1984) es un experimentado futbolista zambiano, se desempeña como centrocampista y actualmente juega en el Forest Rangers FC de la Primera División de Zambia.

## Selección nacional

### Participaciones en torneos internacionales
| Torneo                                  | Sede                     | Resultado        |
| --------------------------------------- | ------------------------ | ---------------- |
| Copa Africana de Naciones 2006          | Egipto                   | Primera fase     |
| Copa Africana de Naciones 2008          | Ghana                    | Primera fase     |
| Copa Africana de Naciones 2010          | Angola                   | Cuartos de final |
| Copa Africana de Naciones 2012          | Gabón/ Guinea Ecuatorial | Campeón          |
| Copa Africana de Naciones 2013          | Sudáfrica                | Primera fase     |
| Copa Africana de Naciones 2015          | Guinea Ecuatorial        | Primera fase     |
| Campeonato Africano de Naciones de 2016 | Ruanda                   | Cuartos de final |

## Clubes
| Club                | País      | Año             | Partidos | Goles |
| Power Dynamos FC    | Zambia    | 2002 - 2004     | 45       | 36    |
| Orlando Pirates FC  | Sudáfrica | 2004 - 2007     | 52       | 7     |
| Helsingborgs IF     | Suecia    | 2007 - 2009     | 38       | 4     |
| Orlando Pirates FC  | Sudáfrica | 2010 - 2011     | 41       | 12    |
| Henan Jianye FC     | China     | 2012            | 15       | 2     |
| Zanaco FC           | Zambia    | 2013 - 2014     | 25       | 5     |
| Shillong Lahong FC  | India     | 2014            | 0        | 0     |
| NorthEast United FC | India     | 2014            | 8        | 0     |
| Zanaco FC           | Zambia    | 2015 - 2017     | 0        | 0     |
| Zakho FC            | Irak      | 2017 - 2019     | 5        | 0     |
| Forest Rangers FC   | Zambia    | 2019 - Presente | 0        | 0     |

## Palmarés
- Copa Africana de Naciones: 2012.